# Alain-Sol Sznitman

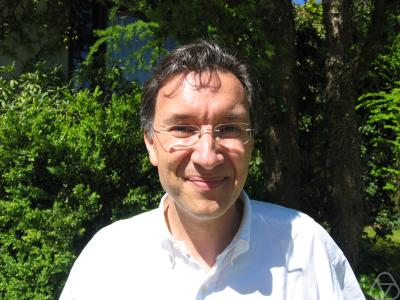
Alain-Sol Sznitman in Oberwolfach, 2005

Alain-Sol Sznitman (* 13. Dezember 1955 in Paris) ist ein französischer Mathematiker, der sich mit Wahrscheinlichkeitstheorie beschäftigt.

## Leben und Wirken
Sznitman studierte an der École normale supérieure, war danach ab 1979 Wissenschaftler des CNRS an der Universität Pierre und Marie Curie (Univ. Paris VI), wo er 1983 promoviert wurde (Doctorat d´Etat). 1984/85 war er am Courant Institute of Mathematical Sciences of New York University, wo er 1987 Associate Professor und 1990 Professor wurde. 1991 wurde er Professor an der ETH Zürich, wo er 1995 bis 1999 Direktor des Forschungsinstituts für Mathematik war.
Sznitman ist bekannt für Arbeiten über stochastische Systeme vieler wechselwirkender Teilchen (mit veränderlicher Teilchenzahl, „Propagation of Chaos“) und Brownscher Bewegung mit Fallen und Hindernissen.
1991 erhielt er den Rollo-Davidson-Preis und 1999 den Loève-Preis. 1989 war er Sloan Research Fellow. 1992 hielt er einen Plenarvortrag auf dem ersten  Europäischen Mathematikerkongress in Paris (Brownian motion and obstacles). 1998 war er Invited Speaker auf dem Internationalen Mathematikerkongress (ICM) in Berlin (Brownian motion and random obstacles) und 1992 hielt er einen Plenarvortrag auf dem ersten europäischen Mathematikerkongress. Er ist im Beratergremium des Pariser Institut Henri Poincaré.
Er ist Fellow der American Mathematical Society, seit 2008 ordentliches Mitglied der Academia Europaea und wurde im Jahr 2023 als Mitglied der Sektion Mathematik in die Nationale Akademie der Wissenschaften Leopoldina aufgenommen.

## Mitgliedschaften und Auszeichnungen
- 1989 Sloan Research Fellowship
- 1991 Rollo Davidson Prize
- 1994 Plenary lecture at the First European Congress of Mathematics, Paris
- 1997 Fellow of the Institute of Mathematical Statistics
- 1998 Invited speaker at the International Congress of Mathematicians, Berlin
- 1999 Line and Michel Loeve International Prize in Probability
- 2008 Member of the Academia Europaea
- 2022 Blaise-Pascal-Medaille
- 2023 Nationale Akademie der Wissenschaften Leopoldina

## Schriften
- Brownian Motion, Obstacles and Random Media, Springer 1998
- Topics in propagation of chaos, Lecture Notes in Mathematics, Bd. 1464, Springer 1991 (Saint Flour Probability Summer School 1989), S. 164–251
- Brownian Motion and random obstacles, ICM 1998